# Санкара (река)
Санкара (исп. Río Záncara) — река в Испании. Длина — 168 км, площадь бассейна — 5726 км². Средний расход воды — 1,93 м³/с. Уклон реки — 2,32 м/км.
Истоки Санкары находятся на территории муниципалитета Абиа-де-ла-Обиспалиа провинции Куэнка на высоте 1020 м на склонах Иберийских гор. Впадает в Сигуэлу на высоте 630 м на территории провинции Сьюдад-Реаль, хотя в некоторых источниках отмечается, что наоборот, Сигуэла является притоком Санкары.
Крупнейший приток — Корколес (88 км).